# Роздейл (тауншип, Миннесота)
Роздейл (англ. Rosedale) — тауншип в округе Маномен, Миннесота, США. На 2000 год его население составило 136 человек.

## География
По данным Бюро переписи населения США площадь тауншипа составляет 94,1 км², из которых 90,4 км² занимает суша, а 3,7 км² — вода (3,94 %).

## Демография
По данным переписи населения 2000 года здесь находились 136 человек, 48 домохозяйств и 38 семей. Плотность населения —  1,5 чел./км². На территории тауншипа расположено 52 постройки со средней плотностью 0,6 построек на один квадратный километр. Расовый состав населения: 92,65 % белых, 0,74 % коренных американцев, 0,74 % азиатов и 5,88 % приходится на две или более других рас.
Из 48 домохозяйств в 31,3 % воспитывались дети до 18 лет, в 68,8 % проживали супружеские пары, в 2,1 % проживали незамужние женщины и в 20,8 % домохозяйств проживали несемейные люди. 20,8 % домохозяйств состояли из одного человека, при том 12,5 % из — одиноких пожилых людей старше 65 лет. Средний размер домохозяйства — 2,83, а семьи — 3,29 человека.
29,4 % населения — младше 18 лет, 6,6 % — в возрасте от 18 до 24 лет, 23,5 % — от 25 до 44, 17,6 % — от 45 до 64, и 22,8 % — старше 65 лет. Средний возраст — 42 года. На каждые 100 женщин приходилось 109,2 мужчин. На каждые 100 женщин старше 18 приходилось 113,3 мужчин.
Средний годовой доход домохозяйства составлял 36 250 долларов, а средний годовой доход семьи —  38 125 долларов. Средний доход мужчин —  20 938  долларов, в то время как у женщин — 15 625. Доход на душу населения составил 13 134 доллара. За чертой бедности находились 10,8 % семей и 15,8 % всего населения тауншипа, из которых 12,0 % младше 18 и 8,7 % старше 65 лет.